# Grand Theft Auto: Liberty City Stories
Grand Theft Auto: Liberty City Stories (GTA: Liberty City Stories или GTA: LCS) — компьютерная игра, разработанная в сотрудничестве между Rockstar Leeds и Rockstar North и изданная Rockstar Games. Это девятая по счёту и четвёртая трёхмерная игра серии Grand Theft Auto. Изначально была выпущена как эксклюзив для PlayStation Portable в октябре 2005 года. Позже в июне 2006 года был выпущен порт для PlayStation 2. На момент выпуска рекомендуемая розничная цена порта для PS2 составляла примерно половину цены версии для PSP, потому что в версии для PS2 отсутствует возможность прослушивания в игре музыки пользователя, как в версии для PSP.
Порты для устройств IOS, Android и Fire OS также были выпущены в декабре 2015, феврале 2016 и марте 2016 года соответственно.

## Геймплей
Игровой процесс Grand Theft Auto: Liberty City Stories сохранил все характерные особенности предыдущих игр серии Grand Theft Auto. Главным героем игры является Тони Сиприани, который давал миссии Клоду в Grand Theft Auto III.
Все миссии герой получает от криминальных боссов и других персонажей игры. За время прохождения Grand Theft Auto: Liberty City Stories игроки могут выполнить множество заданий от различных персонажей, включая Сальваторе, его жену Марию, Джозефа Даниеля «JD» О’Тула, Винченцо «Lucky» Чилли, и даже старую маму Тони.
Главный герой не умеет плавать, не может принимать пищу, менять свою внешность и улучшать свои характеристики, но может поменять одежду, которая открывается после прохождения отдельных миссий.
Наряду с 70 основных миссиями сюжетной линии в игре присутствуют дополнительные второстепенные миссии: гонки, телефонные миссии, «Rampage», задания за представителей различных профессий, угон автомобилей на заказ, уникальные автомобильные прыжки и сбор секретных пакетов.
Схема преследования полицией полностью сохранилась. Также не претерпел значительных изменений искусственный интеллект прочих персонажей игры.

### Место действия
Действие игры происходит в вымышленном городе Либерти-Сити (который также является основным местом действия Grand Theft Auto III, Grand Theft Auto Advance, Grand Theft Auto IV и Grand Theft Auto: Chinatown Wars). События игры разворачиваются в 1998 году, за три года до истории Grand Theft Auto III.
Либерти-Сити в Grand Theft Auto: Liberty City Stories отличается от города в Grand Theft Auto III или в Grand Theft Auto Advance.
Разработчиками было добавлено несколько новых локаций и переработаны многие районы города.
Так, к примеру, «Sex Club Seven» Луиджи Готерелли (англ. Luigi Goterelli) здесь называется «Paulie’s Revue Bar», и владеет им Джозеф Дэниел О’Тул (англ. JD O'Toole), который работает на мафиозную семью Синдакко (англ. Sindacco) из Grand Theft Auto: San Andreas, причём игрок становится свидетелем того, как клуб получает нового владельца и название «Sex Club Seven». Также в городе существует небольшой район — «Маленькая Италия» (англ. Little Italy), которого нет в Либерти-Сити времён Grand Theft Auto III, но его судьба также становится известной игроку в одной из миссий.
Претерпел изменения и путь между островами. Мост между Портлендом и Стонтоном, а также туннель, соединяющий их в Grand Theft Auto III, ещё не завершён, открыта только секция туннеля, которая идёт от северной части острова Шорсайд Вэл до южной. Мост «Каллахан» (который разрушается взрывом в начале Grand Theft Auto III) также недостроен. Строительство моста в игре закончено так и не будет, но после миссии «Driving Mr. Leone» перед недостроенными пролётами появляются трамплины, и игрок путём прыжков на транспортном средстве может попасть на остров Портленд. Вместо автодорог между островами курсирует паром, которого на момент действия Grand Theft Auto III уже нет, а на месте паромных причалов в Портленде и Стонтоне — соответственно въезд в уже достроенный туннель Портер и небольшая военная база.

## Нововведения
Обновился и расширился список игровых средств передвижения — были добавлены новые автомобили (например V8 Ghost, Thunder-Rodd, Deimos SP, Hellenbach GT, Phobos VT, Hearse и ряд других).
В Liberty City появились и мотоциклы, которые по сюжету позже были запрещены в GTA III (на веб-сайте Grand Theft Auto: Liberty City Stories сообщается, что наличие мотоциклов в Liberty City было осуждено общественностью и поддержано корпорацией «Майбацу» (англ. «Maibatsu Corporation») для того, чтобы увеличить использование автомобилей в городе).
Наряду с традиционными дополнительными миссиями таксиста, полицейского, пожарного, медика и т. д., в игру были добавлены новые:
- Trashmaster — на мусоровозе требуется собрать трупы убитых из мусорных баков и отвезти на городскую свалку.
- Karmageddon — требуется устроить беспорядки на улицах города на угнанной пожарной машине.
- Noodle Punk — миссия сходна с таковой миссией развозчика пиццы из Vice City, только в этот раз за указанное время требуется доставлять лапшу из ресторана  Punk Noodles.
- Car Salesman — миссия по продаже автомобилей.
- Bike Salesman — миссия по продаже мотоциклов.
- See the Sights Before Your Flight — необходимо встретить туриста в аэропорту и провезти его по всем достопримечательностям Либерти-Сити, успев к обратному авиарейсу.
- Avenging Angels — необходимо патрулировать район в специальной форме ангела-дружинника с напарником и отлавливать нарушителей правопорядка.
- Scooter Shooter — требуется гоняться за помеченными автомобилями и расстреливать их из Tec-9, сидя за спиной водителя мотоцикла.

### Графика
- Дистанция прорисовки и графика улучшены по сравнению с Grand Theft Auto III
- Разрешение значительно ниже, чем в Grand Theft Auto III
- Модель отражения на стёклах и корпусе машин лучше, чем в Grand Theft Auto: San Andreas (PC, PS2)
- Система частиц улучшена по сравнению с Grand Theft Auto III
- Как было указано в анонсе IGN Архивная копия от 22 октября 2021 на Wayback Machine, разработчики отказались от RenderWare в пользу нового движка, чтобы максимально использовать технические возможности PSP[7]. RenderWare был игровым движком Grand Theft Auto на протяжении последних трёх частей: Grand Theft Auto III, Grand Theft Auto: Vice City и Grand Theft Auto: San Andreas.
- В версии для IOS разрешение стало выше чем в Grand Theft Auto III, дальность прорисовки ещё увеличена, но модель отражения даже в iOS версии хуже чем Grand Theft Auto San Andreas (IOS, Android, Windows Phone), и система частиц стала лучше, чем в Grand Theft Auto San Andreas (PC, PS2)

### Многопользовательский режим
Версия Grand Theft Auto: Liberty City Stories для PSP поддерживает многопользовательский режим с максимум 6 игроками через беспроводную связь Wi-Fi. В игре семь режимов сетевой игры (всего обнародованы три режима мультиплеера):
- Liberty City Survivor — главная задача этого режима — набрать наибольшее количество очков. Сражаться можно как в командах, так и в одиночку. Название режима это отсылка к рекламе одноимённых игр на радио Game FM;
- Protection Racket — игроки делятся на две команды «Атакующие» и «Защищающие». Матч состоится из двух раундов, в первом раунде нападающие игроки должны взорвать 4 лимузина, находящихся под присмотром защищающих игроков. Во-втором раунде игроки меняются местами (Атакующие игроки станут Защищающими, а игроки Защищающие станут Атакующими). Победит команда, которая уничтожила 4 лимузина за меньшее время;
- Get Strech — в этом режиме игрокам предоставится захватывать флаги. Игроки делятся на две команды, каждая из которых имеет свою базу и один лимузин, победит та команда, которая смогла привезти два лимузина на базу (вражеский и свой);

В версии PS2, Android и IOS мультиплеер отсутствует.

## Сюжет
1998 год. Тони Сиприани возвращается в Либерти-Сити после нескольких лет жизни в другом месте, по причине убийства члена другой мафиозной Семьи по поручению дона Сальваторе Леоне. За время отсутствия Тони многие члены Семьи Леоне поднялись по ранговой лестнице, а место капореджиме Семьи занял Винченцо «Счастливчик» Чилли. Сальваторе отдаёт Тони под командование Винченцо. Сиприани выполняет несколько поручений для него, но Винченцо, опасаясь того, что Тони может занять его место, подставляет его, отправив за машиной, за которой следила полиция. Тони выбирается из засады и разрывает сотрудничество с Винченцо.
Сиприани работает с Джейди О’Тулом, членом вражеской Семьи Синдакко, работающим на Леоне под прикрытием. В ходе его заданий Тони наносит большой удар по семье Синдакко, уничтожив их казино. Также Сиприани выполняет задания для своей матери, знакомой по GTA III. Мать Тони считает его недостойным и постоянно приводит ему в сравнение покойного отца. В ходе миссий Тони убивает любовника матери, сицилийского повара Джованни Касу. В конце концов она совсем сходит с катушек и отправляет за «нерадивым сынком» киллеров, с которыми он расправляется. Наконец, работу Тони предлагает сам Сальваторе, который пытается заработать на забастовках против туннеля и моста в доках и тайно сплавлять и принимать наркотики. С помощью Тони Сальваторе завлекает на свою сторону верхушку профсоюза во главе с несговорчивой и высокомерной Джейн Хоппер. Также Тони проводит сделку с Колумбийским Картелем. Во время заданий Сальваторе Тони подвергается домогательствам со стороны его жены Марии Латоре и выполняет её прихоти. Члены Синдакко похищают дона Леоне и пытаются убить, но его спасает Тони. Разъярённый Сальваторе лично берётся за оружие и вместе с Тони и членами Семьи отвоёвывает у Синдакко Квартал Красных Фонарей. Джейди наконец официально посвящают в семью Леоне, но вместо этого убивают — параноик Сальваторе не хочет верить тому, кто однажды уже предал его и примкнул к другой семье. Тони получает звонок от Винченцо с предложением встретиться и помириться, но на месте встречи Сиприани ждёт засада. Тони убивает всех прихвостней Чилли и самого Винченцо, не смирившегося с возраставшим влиянием Тони в Семье.
Во время заключительных миссий Джейди Тони узнаёт о деятельности в городе высокопоставленного члена Сицилийской мафии Массимо Торини. Он был послан в город для урегулирования всех конфликтов между Семьями. На самом же деле он пытается стравить с Семьёй Леоне латиноамериканскую банду Диаблос и китайских Триад. Тони с членами Леоне отбивает крупное нападение Диаблос на Квартал Красных Фонарей, Триады же взрывают наркопредприятие Леоне. Вдобавок, доном интересуется ещё и полиция, и ему вместе с Тони приходится бежать из Портленда, перепрыгнув на Стаунтон через ещё недостроенный мост Каллахан.
Свою деятельность на Стаунтоне Сальваторе начинает с убийства мэра города Рождера С. Хоула, который доставлял много проблем Семье. После убийства мэра, состоявшегося во время его утренней пробежки в парке, Сальваторе официально посвящает в Семью Тони и делает его капореджиме. Дон хочет сделать мэром города магната Дональда Лава, который работал на Леоне. Тони помогает Дональду в борьбе с другим претендентом, Майлзом О’Донованом, которого выдвинула другая вражеская мафиозная Семья — Семья Форелли. Но связь Дональда с мафией становится слишком очевидной, и Лав проигрывает на выборах.
Тони вновь работает на Сальваторе и одновременно сотрудничает с Леоном МакАффри, продажным полицейским, работающим на Леоне. В ходе выполнения его заданий Сиприани наносит большие удары по Семьям Синдакко и Форелли. Также Сиприани совершает несколько терактов по поручению репортёра Неда Бёрнера, скрывавшегося под видом священника.
ФБР всё-таки добирается до Сальваторе, и он просит помощи у Тони. Сиприани отвоёвывает район Сады Вичита у Семьи Форелли, а также убивает дона Поули Синдакко, стерев Семью Синдакко с криминальной сцены Либерти-Сити. Сальваторе опасается возрастания влияния в городе японской Якудзы и Тони уничтожает полученный японцами военный танк. Это привлекает к Тони внимание Тосико Касэн, жены босса Якудзы Кадзуки Касэна, которого она желает убить. Тони срывает несколько операций Кадзуки и убивает его самого. Тосико же оканчивает жизнь самоубийством. Тони звонит обнищавший Дональд Лав и предлагает убить техасского магната Эйвери Кэррингтона, сотрудничавшего со строительной компанией Panlantic. Также Тони убивает Неда Бёрнера, который был свидетелем убийства. Дональд выявляет странное желание получить оба трупа себе. Выясняется, что Лав — самый настоящий каннибал и некрофил. Для новой застройки Тони, по поручению Дональда, с помощью взрывчатки 8-Ball’а уничтожает значительную часть Форта Стаунтон — район «Маленькая Италия». Именно на этом месте в GTA III идёт стройка. Лав покупает роскошный особняк в Кедровой Роще, но ему начинает угрожать Колумбийский Картель. Тони отбивает нападение колумбийцев и отвозит Дональда в аэропорт. Лав на время покидает город. Особняк же отходит Картелю и именно у него происходит финальное задание GTA III.
Сальваторе отправляют на судебное заседание для назначения залога за освобождение. Но во время перевозки дона на конвой нападают гангстеры Сицилийской мафии. Тони спасает Сальваторе, и впоследствии его отпускают. Сицилийцы похищают мэра Майлза О’Донована, необходимого дону для снятия обвинения. Сальваторе и Тони преследуют лодку сицилийцев, отбиваясь от вражеских катеров мафии. Преследование заканчивается у Портландского маяка. Похитителем оказывается Массимо Торини. Именно он стоял за всеми проблемами и войнами банд. Он хотел стравить все мафиозные Семьи и уличные группировки между собой и, избавившись от них, стать хозяином города. В финальной сцене Торини пытается уничтожить Тони, Сальваторе и О’Донована с вертолёта, но Сиприани удаётся сбить его.
Сальваторе отводит Тони к Дяде Леоне, дону сицилийской мафии в Либерти-Сити. Он признаёт поражение и возвращается на Сицилию. Сальваторе благодарит Тони и платит 500 тысяч долларов, хотя до этого обещал 2 миллиона.

## Локализация
В России игра была официально издана компанией Soft Club на английском языке. Версии для iOS и Android оснащены русскими субтитрами и интерфейсом меню.
В российской локализации в файлах шрифта оставлено пасхальное яйцо, фраза «КлодЭйВернисьвмашу», что отсылает на фразу 8-ball’а первой миссии «Give Me Liberty» из третьей части GTA.

## Саундтрек
Саундтрек Grand Theft Auto: Liberty City Stories включает в себя десять радиостанций, которые представляют собой смесь нескольких лицензированных музыкальных дорожек и аудиодорожки, созданные специально для игры.
- Head Radio — насчитывает 7 треков;
- Double Clef — насчитывает 6 треков;
- K-Jah — насчитывает 8 треков;
- Rise FM — насчитывает 13 треков;
- Lips 106 — насчитывает 7 треков;
- Radio Del Mundo — насчитывает 8 треков;
- MSX '98 — насчитывает 11 треков;
- Flashback 95.6 — насчитывает 6 треков;
- The Liberty Jam — насчитывает 12 треков;
- Liberty City Free Radio — насчитывает 5 треков.

В версиях для PSP, iOS и Android есть возможность прослушивания своего собственного радио: для этого необходимо создать на устройстве плейлист с названием «GTA LCS», и он автоматически появится в игре. Иконка данной «радиостанции» будет иметь вид кассеты.

## Выпуск на основных игровых платформах

Издание Grand Theft Auto Double Pack: Liberty City Stories & Vice City Stories

### PlayStation Portable
19 июня 2005 года игровой журнал Official Playstation 2 Magazine UK опубликовал первые достоверные сведения о новом проекте Rockstar Games — Grand Theft Auto: Liberty City Stories, который должен быть эксклюзивной игрой для карманной консоли PlayStation Portable. 12 сентября Rockstar Games представила официальный сайт игры Grand Theft Auto: Liberty City Stories, а вслед за открытием официального сайта Grand Theft Auto: Liberty City Stories, в сети Интернет появились четыре дополнительных сайта, созданные компанией Rockstar Games специально для фанатов игр серии Grand Theft Auto.
Игра вышла 25 октября 2005 года в Северной Америке и Канаде, а 4 ноября в Европе.

### PlayStation 2
5 января 2006 года несмотря на то, что сотрудники Rockstar Games не раз заявляли, что Grand Theft Auto: Liberty City Stories никогда не появится на других платформах, они всё же изменили своё мнение и решили выпустить игру на PlayStation 2. На интернет-портале IGN опубликовано первое превью Grand Theft Auto: Liberty City Stories версии под PlayStation 2. Игра вышла на платформе PlayStation 2 6 июня 2006 года в Северной Америке и Канаде, а 22 июня — в Европе.

### PlayStation 3
Игра вышла на платформе PlayStation 3 2 апреля 2013 вышла в США, а 3 апреля 2013 — в Европе. Проекты можно было приобрести только в цифровой форме.

### IOS
17 декабря 2015 года, после выхода трейлера, игра стала доступна для покупки в App Store. Портированием на мобильные платформы занималась студия Lucid Games.

### Android
11 февраля 2016 года игра появилась в Google Play для Android. Как и в случае с iOS-версией, эта игра носит пометку «10 Years Anniversary», так как по традиции Rockstar Games портирована на мобильные платформы через 10 лет после выхода.

## Восприятие
| Сводный рейтинг       | Сводный рейтинг | Сводный рейтинг |
| Издание               | Оценка          | Оценка          |
| Издание               | PS2             | PSP             |
| --------------------- | --------------- | --------------- |
| GameRankings          | 77,38 %         | 87,45 %         |
| Metacritic            | 78/100          | 88/100          |
| Иноязычные издания    |                 |                 |
| Издание               | Оценка          | Оценка          |
| Издание               | PS2             | PSP             |
| 1UP.com               | A               | A               |
| Eurogamer             | 8/10            | 9/10            |
| GameSpot              | 7,1/10          | 8,6/10          |
| GameTrailers          | N/A             | 9,1/10          |
| IGN                   | 8/10            | 9/10            |
| Русскоязычные издания |                 |                 |
| Издание               | Оценка          | Оценка          |
| Издание               | PS2             | PSP             |
| «Игры Mail.ru»        | 8,5/10          | N/A             |

### Продажи
В Соединённых Штатах версия для PlayStation 2 была продана в 1 миллион копий до 6 февраля 2007 года. До 27 декабря 2007 года копии версий для PSP были проданы тиражом в 1,83 миллиона, а продажи версии для PlayStation 2 составило 1,32 миллиона. К 26 марта 2008 года, по подсчёту компании Take-Two, Grand Theft Auto: Liberty City Stories разошлась тиражом в 8 миллионов копий.